# Katharina Schroth
Katharina Schroth, geborene Bauer (* 22. Februar 1894 in Dresden; † 19. Februar 1985 in Bad Sobernheim), war eine deutsche Handelsschullehrerin, die an einer Skoliose erkrankt war. Sie versuchte, diese Wirbelsäulenverkrümmung bei sich selbst zu behandeln, und entwickelte dabei ein neues Konzept der Physiotherapie, die Dreidimensionale Skoliosebehandlung nach Katharina Schroth. Diese wurde später von ihrer Tochter, Christa Lehnert-Schroth, in deren gleichnamigem Buch umfassend dargestellt. Mit dieser Behandlungsmethode führte Katharina Schroth neue Behandlungselemente in die Skoliosetherapie ein. Neu war einerseits die sogenannte Drehwinkelatmung als Verstärker für die Wirbelsäulenkorrektur über die Rippen, andererseits auch das Ziel, in die Haltungsregulation über das Haltungsempfinden korrigierend einzugreifen.

## Leben
1921 gründete Katharina Schroth in Meißen ihr erstes kleines Institut, das im Wesentlichen aus einer Baracke zur Unterbringung der Patienten auf dem großen Grundstück der Familie Grundmann im Boselweg bestand. Geübt wurde im Freien auf der großen Wiese des Gartens.
Sie führte als Erste das Prinzip der Haltungsschulung unter Berücksichtigung des Haltungs- und Bewegungsempfindens und der Atmung in das seinerzeit noch sehr mechanisch geprägte Verständnis der Krankengymnastik ein. Die von ihr entwickelte Drehwinkelatmung ergänzte das Grundkonzept der „Dreidimensionalen Skoliosetherapie“. Der Behandlungsansatz mit dem „Erspüren“ der Haltungskorrektur hob sich schon damals von anderen rein mechanischen Therapieansätzen ab.
1924 erschien ihr erstes Buch mit dem Titel Die Atmungskur, weitere Publikationen folgten, wodurch das kleine Institut bald überregional bekannt wurde. Es wurden bereits Ende der 1920er Jahre Patienten aus dem umliegenden Ausland (Schweiz und Italien) in Meißen auch mit Hilfe ihres Ehemanns, Franz Schroth, behandelt.
Die mehrmonatigen Behandlungen von Patienten mit einer schweren Skoliose wurden in Meißen auch während des II. Weltkrieges unter erschwerten Bedingungen fortgesetzt. Zu Beginn der sowjetischen Besatzung begannen die „Hungerjahre“. Katharina Schroth und ihre Familie wurden durch den Verkauf selbstgemalter Aquarelle und auch durch Spenden ausländischer Patienten unterstützt und konnten so die Behandlung in Meißen zunächst fortführen, bis das Institut durch die Behörden der DDR geschlossen wurde. Die Familie wurde nach Bad Gottleuba umgesiedelt, ehe Katharina Schroth mit ihrer Tochter in den Westen flüchtete.
Nach ihrer Ankunft in der BRD führte sie die Katharina-Schroth-Therapie in Bad Kreuznach fort. Sie erkannte, dass für eine erfolgreiche Therapie ein regelmäßiges Trainieren auch zu Hause erforderlich ist. Aus diesem Grund bildete sie bereits 1958 ambulante Physiotherapeuten in der Schroththerapie aus.
Im Jahr 1961 begann die stationäre Behandlung der Patienten unter der Leitung von Christa Lehnert-Schroth (Tochter; 1925–2015) in einem neu gegründeten krankengymnastischen Zentrum im Leinenborner Weg in Bad Sobernheim. Am Anfang waren nur 5 Patientenzimmer vorhanden. In der Behandlung kamen jedoch Patienten mit sagittalen Formveränderungen neu hinzu. Im Lauf der Entwicklung qualifizierte sich die Behandlungsstätte zur staatlich konzessionierten Privatkrankenanstalt, die stationäre Rehabilitationsverfahren mit Versorgungsvertrag nach § 111 SGB V durchführte.
Für ihr Lebenswerk wurde Katharina Schroth 1969 mit dem Bundesverdienstkreuz ausgezeichnet. Sie war noch bis Mitte der 1970er Jahre in dem Zentrum tätig.
In dieser Zeit wurde auch ein Fortbildungskonzept für ambulante Physiotherapeuten entwickelt, um eine qualitativ hochwertige nachstationäre Versorgung mit zertifizierten Therapeuten zu garantieren. Die Ausbildung beschränkte sich nicht auf den deutschsprachigen Raum; die Grundlagen der Therapie wurden in die ganze Welt getragen. Ende der 1970er Jahre legte Katharina Schroth die Behandlung gänzlich in die Hände ihrer Tochter, die mittlerweile auch von ihrem zweiten Ehemann, Adalbert Lehnert, unterstützt wurde und die Therapie weiter entwickelte. 1972 verfasst Frau Lehnert-Schroth das Buch Die dreidimensionale Skoliosetherapie. In den nächsten Jahren wurde das Zentrum kontinuierlich um Behandlungsplätze und Patientenzimmer erweitert. Seit 1983 trägt die Klinik den Namen Katharina-Schroth-Klinik. 1985 verstarb Katharina Schroth im Alter von 91 Jahren.
1992 übernahm der Enkel von Katharina Schroth, Hans-Rudolf Weiß, die Leitung der Katharina-Schroth-Klinik. Er betätigte sich vermehrt wissenschaftlich auf dem Gebiet der Skoliose und war Gründungsmitglied von SOSORT (Society of Scoliosis Orthopaedic and Rehabilitation Treatment). Er veröffentlichte eine Vielzahl an wissenschaftlichen Publikationen.
Die Asklepios-Kliniken-Gruppe übernahm 1995 die Einrichtung und erbaute im Nachtigallental eine neue Klinik. Diese wurde 1997 bezogen und in den folgenden Jahren weiter ausgebaut. 1998 wurde in Bad Salzungen eine zweite Asklepios Katharina-Schroth-Klinik eröffnet. 2011 wurde das 50-jährige Bestehen der stationären Rehabilitation in Bad Sobernheim gefeiert.
Die Asklepios Katharina-Schroth-Klinik hat sich auf die Behandlung von Wirbelsäulenverkrümmungen spezialisiert. In allen Bereichen wird den speziellen Bedürfnisse der Rehabilitanden Rechnung getragen, insbesondere im medizinisch-diagnostischen, pflegerischen und therapeutischen Bereich. Die Patienten erhalten im Rahmen der stationären Skoliose Intensivtherapie (SIR) ein auf die individuellen Bedürfnisse der Erkrankung ausgerichtetes intensives medizinisches, therapeutisches und pflegerisches Behandlungsprogramm.
Im Heimatmuseum der Stadt ist Katharina Schroth eine Dauerausstellung gewidmet.

## Studienlage
Burger et al. veröffentlichten 2019 eine Meta-Analyse bezüglich der Wirksamkeit der dreidimensionalen Skoliosebehandlung nach Katharina Schroth bei Patienten mit einer idiopathischen adoleszenten Skoliose. Insgesamt bewerteten sie den Effekt der dreidimensionalen Skoliosebehandlung nach Katharina Schroth mit dem Evidenzgrad der Klasse II.
Schreiber et al. zeigten in ihrer Studie, dass eine Therapie nach 24 Wochen sowohl zu einer Verbesserung des Cobb-Winkels als auch zu einer Steigerung der Lebensqualität im Vergleich zur Kontrollgruppe führte. In der supervidierten Gruppe bei Kuru et al. ließ sich ebenfalls eine Verbesserung des Krümmungswinkels finden.
Beide Autoren betonen, dass der Erfolg der dreidimensionalen Skoliosebehandlung nach Katharina Schroth von der Compliance der Patienten abhängt. In einer dritten Studie von Kim and Hwangbo fand sich nach 12 Wochen ebenfalls eine deutliche Verbesserung des Cobb-Winkels. Diese Patienten erhielten im Vergleich zu den oben genannten Studien deutlicher häufiger eine Behandlung. Des Weiteren hatten diese vor Beginn der Therapie einen geringeren Krümmungswinkel. Park et al. zeigten, dass Patienten mit einem Cobb-Winkel von <30° stärker von der dreidimensionalen Skoliosebehandlung nach Katharina Schroth profitieren.

## Kritik
2014 gab der Hauptverband der österreichischen Sozialversicherungsträger einen Bericht heraus, in dem ein Kurzassessment der Literatur erstellt wurde. Da kaum randomisierte kontrollierte Studien mit entsprechender wissenschaftlicher Beweiskraft existieren und von den 14 Studien aus der Literatursuche nicht weniger als 9 von einem oder mehreren Autoren verfasst wurden, die selbst in der Rehabilitationsklinik Bad Sobernheim beschäftigt sind, musste nach der Methode der „besten verfügbaren Evidenz“ (nach Sackett) vorgegangen werden. Mit der Arbeit von Romano konnte nur eine einzige systematische Übersichtsarbeit (Cochrane) gefunden werden. Das Ergebnis von Romano lautet kurz gefasst, dass für die Schroth-Therapie nur eine „geringe Evidenz“ vorliegt. Für den entscheidenden Befund eines Langzeitnutzens scheint es überhaupt keinen Beleg zu geben.
Darüber hinaus resümiert Romano generell, dass die Anwendung von skoliosespezifischen Bewegungsübungen (Scoliosis‐specific exercises – SSE) umstritten sei. Laut Romano führen die von ihm untersuchten Therapiestudien – also auch die Schroth-Therapie – insgesamt zu der zusammenfassenden Berichtsaussage einer „geringen Evidenz“. Auch Choudhry et al. kommen zu dem Schluss, dass die „Evidenz (von konservativer Behandlungen) generell schwach hinsichtlich der … Ergebnisse zum Langzeitnutzen“ sei. Zudem weisen sie darauf hin, dass – anders als in Mitteleuropa – in den USA Physiotherapie als Bestandteil eines Skoliosemanagements ausgeschlossen werde. Nur für Korsette und operative Korrekturen existieren wissenschaftlich fundierte Daten über deren Wirksamkeit.